# Alois Stadlober
Alois Stadlober (ur. 11 kwietnia 1962 w Judenburgu) – austriacki biegacz narciarski, dwukrotny medalista mistrzostw świata.

## Kariera
Jego olimpijskim debiutem były igrzyska w Sarajewie w 1984 roku. W swoim najlepszym starcie, w biegu na 50 km techniką klasyczną zajął 24. miejsce. Cztery lata później, podczas igrzysk olimpijskich w Calgary jego najlepszym indywidualnym wynikiem było 33. miejsce w biegu na 30 km stylem klasycznym. Swój najlepszy wynik olimpijski osiągnął na igrzyskach w Albertville w 1992 roku, gdzie zajął 8. miejsce w biegu na 10 km stylem klasycznym. Na tym samym dystansie był dziesiąty podczas igrzysk olimpijskich w Lillehammer w 1994 roku. Startował także na igrzyskach olimpijskich w Nagano zajmując między innymi 12. miejsce w biegu na 10 km stylem klasycznym oraz na dystansie 50 km techniką dowolną. Wraz z kolegami z reprezentacji zajął ponadto 9. miejsce w sztafecie 4 × 10 km.
W 1991 roku wystartował na mistrzostwach świata w Val di Fiemme zajmując szóste miejsce w biegu na 30 km techniką klasyczną. Cztery lata później, podczas mistrzostw świata w Thunder Bay zajął piąte miejsce w sztafecie, indywidualnie zajmował miejsca poza pierwszą dwudziestką. Na mistrzostwach świata w Trondheim dwukrotnie znalazł się w pierwszej dziesiątce zajmując dziewiąte miejsce w biegu na 10 km stylem klasycznym oraz w biegu pościgowym 10+15 km. Największe sukcesy odnosił jednak na mistrzostwach świata w Ramsau w 1999 roku. Wspólnie z Markusem Gandlerem, Michaiłem Botwinowem i Christianem Hoffmannem zdobył złoty medal w sztafecie. Ponadto na tych samych mistrzostwach wywalczył srebrny medal w biegu na 10 km stylem klasycznym, w którym lepszy okazał się jedynie Mika Myllylä z Finlandii. Na kolejnych mistrzostwach świata już nie startował.
Najlepsze wyniki w Pucharze Świata uzyskał w sezonie 1998/1999, kiedy to zajął 11. miejsce w klasyfikacji generalnej. Łącznie dwa razy stawał na podium zawodów Pucharu Świata, ani razu nie wygrał.
Jego żona Roswitha Steiner reprezentowała Austrię w narciarstwie alpejskim. Ma córkę, Sandrę, która jest dziewczyną austriackiego skoczka narciarskiego Gregora Schlierenzauera.

## Osiągnięcia

### Igrzyska olimpijskie
| Miejsce | Dzień     | Rok  | Miejscowość | Konkurencja             | Czas biegu | Strata  | Zwycięzca            |
| ------- | --------- | ---- | ----------- | ----------------------- | ---------- | ------- | -------------------- |
| 25.     | 13 lutego | 1984 | Sarajewo    | 15 km stylem klasycznym | 41:25,6    | +2:26,0 | Gunde Svan           |
| 11.     | 16 lutego | 1984 | Sarajewo    | Sztafeta 4 × 10 km      | 1:55:06,3  | +9:32,7 | Szwecja              |
| 24.     | 19 lutego | 1984 | Sarajewo    | 50 km stylem klasycznym | 2:15:55,8  | +9:30,5 | Thomas Wassberg      |
| 33.     | 15 lutego | 1988 | Calgary     | 30 km stylem klasycznym | 1:24:26,3  | +7:33,7 | Aleksiej Prokurorow  |
| 36.     | 19 lutego | 1988 | Calgary     | 15 km stylem klasycznym | 41:18,9    | +4:19,6 | Michaił Diewiatjarow |
| 10.     | 22 lutego | 1988 | Calgary     | Sztafeta 4 × 10 km      | 1:43:58,6  | +5:15,9 | Szwecja              |
| DNF     | 27 lutego | 1988 | Calgary     | 50 km stylem dowolnym   | 2:04:30,9  | -       | Gunde Svan           |
| 19.     | 10 lutego | 1992 | Albertville | 30 km stylem klasycznym | 1:22:27,8  | +3:54,9 | Vegard Ulvang        |
| 8.      | 13 lutego | 1992 | Albertville | 10 km stylem klasycznym | 27:36,0    | +59,5   | Vegard Ulvang        |
| 10.     | 15 lutego | 1992 | Albertville | 10+15 km pościgowy      | 1:05:37,9  | +2:19,7 | Bjørn Dæhlie         |
| 9.      | 18 lutego | 1992 | Albertville | Sztafeta 4 × 10 km      | 1:39:26,0  | +6:30,6 | Norwegia             |
| 10.     | 17 lutego | 1994 | Lillehammer | 10 km stylem klasycznym | 24:20,1    | +1:05,3 | Bjørn Dæhlie         |
| 11.     | 19 lutego | 1994 | Lillehammer | 10+15 km pościgowy      | 1:00:08,8  | +2:48,3 | Bjørn Dæhlie         |
| 15.     | 27 lutego | 1994 | Lillehammer | 50 km stylem klasycznym | 2:07:20,3  | +5:53,2 | Władimir Smirnow     |
| 12.     | 12 lutego | 1998 | Nagano      | 10 km stylem klasycznym | 27:24,5    | +56,7   | Bjørn Dæhlie         |
| 14.     | 14 lutego | 1998 | Nagano      | 10+15 km pościgowy      | 1:07:01,7  | +1:55,4 | Thomas Alsgaard      |
| 1.      | 17 lutego | 1998 | Nagano      | Sztafeta 4 × 10 km      | 1:40:55,7  | +2:20,8 | Norwegia             |
| 12.     | 22 lutego | 1998 | Nagano      | 50 km stylem dowolnym   | 2:05:08,2  | +6:14,2 | Bjørn Dæhlie         |

### Mistrzostwa świata
| Miejsce | Dzień     | Rok  | Miejscowość   | Konkurencja             | Czas biegu | Strata  | Zwycięzca        |
| ------- | --------- | ---- | ------------- | ----------------------- | ---------- | ------- | ---------------- |
| 6.      | 7 lutego  | 1991 | Val di Fiemme | 30 km stylem klasycznym | 1:16:12,4  | +1:29,1 | Gunde Svan       |
| 6.      | 15 lutego | 1991 | Val di Fiemme | Sztafeta 4 × 10 km      | 1:39:47,3  | +3:06,6 | Norwegia         |
| 43.     | 11 marca  | 1995 | Thunder Bay   | 10 km stylem klasycznym | 24:52,3    | +2:43,2 | Władimir Smirnow |
| 25.     | 13 marca  | 1995 | Thunder Bay   | 10+15 km pościgowy      | 1:06:19,5  | +2:28,9 | Władimir Smirnow |
| 5.      | 17 marca  | 1995 | Thunder Bay   | Sztafeta 4 × 10 km      | 1:34:27,1  | +2:34,2 | Norwegia         |
| 9.      | 24 lutego | 1997 | Trondheim     | 10 km stylem klasycznym | 23:41,8    | +1:02,8 | Bjørn Dæhlie     |
| 9.      | 25 lutego | 1997 | Trondheim     | 10+15 km pościgowy      | 1:00:11,1  | +2:07,9 | Bjørn Dæhlie     |
| 22.     | 2 marca   | 1997 | Trondheim     | 50 km stylem klasycznym | 2:16:37,5  | +9:07,9 | Mika Myllylä     |
| 5.      | 19 lutego | 1999 | Ramsau        | 30 km stylem dowolnym   | 1:15:26,2  | +1:11,2 | Mika Myllylä     |
| 2.      | 22 lutego | 1999 | Ramsau        | 10 km stylem klasycznym | 24:19,2    | +15,5   | Mika Myllylä     |
| 8.      | 23 lutego | 1999 | Ramsau        | 10+15 km pościgowy      | 1:05:54,9  | +28,0   | Thomas Alsgaard  |
| 1.      | 26 lutego | 1999 | Ramsau        | Sztafeta 4 × 10 km      | 1:35:07,5  | -       | -                |
| 5.      | 28 lutego | 1999 | Ramsau        | 50 km stylem klasycznym | 2:18:08,7  | +2:56,4 | Mika Myllylä     |

### Puchar Świata

#### Miejsca w klasyfikacji generalnej
- sezon 1987/1988: 41.
- sezon 1988/1989: 43.
- sezon 1989/1990: 26.
- sezon 1990/1991: 28.
- sezon 1991/1992: 15.
- sezon 1992/1993: 42.
- sezon 1993/1994: 35.
- sezon 1994/1995: 14.
- sezon 1995/1996: 24.
- sezon 1996/1997: 18.
- sezon 1997/1998: 21.
- sezon 1998/1999: 11.

#### Miejsca na podium
| Nr | Dzień      | Rok  | Miejscowość | Konkurencja             | Czas biegu  | Pozycja | Strata | Zwycięzca    |
| -- | ---------- | ---- | ----------- | ----------------------- | ----------- | ------- | ------ | ------------ |
| 1. | 12 grudnia | 1998 | Dobbiaco    | 10 km stylem dowolnym   | 23:05.8 min | +15.1 s | 3      | Bjørn Dæhlie |
| 2. | 22 lutego  | 1999 | Ramsau      | 10 km stylem klasycznym | 24:34.7 min | +15.5 s | 2      | Mika Myllylä |